# Joílson
Joílson Rodrigues Macedo, mais conhecido como Joílson (Rio de Janeiro, 7 de julho de 1979), é um ex-futebolista brasileiro que atuava como meia-central.

## Carreira
Joílson passou por pequenos clubes do Rio de Janeiro, como a Cabofriense e do Espírito Santo, como o Estrela do Norte Futebol Clube. Teve destaque no Botafogo quando foi campeão da Taça Guanabara e do Campeonato Carioca. O jogador pode atuar tanto no meio-de-campo, como meia armador ou volante, quanto na lateral-direita. Habilidoso, tem no drible a sua melhor característica. Também sabe chutar e passar com precisão.
Chegado no alvinegro carioca para a disputa do Campeonato Brasileiro de 2005, por indicação do técnico PC Gusmão (ex-técnico da Cabofriense), Joílson pouco foi utilizado naquele ano.
Continuou no Botafogo em 2006 para compôr elenco. Porém, na última partida da Primeira Fase do Segundo Turno do Campeonato Carioca de Futebol de 2006, a Taça Rio, contra a Portuguesa da Ilha onde os jogadores reservas foram utilizados, Joílson se destacou fazendo um golaço driblando toda a defesa do time adversário. Assim, ganhou a confiança do treinador Carlos Roberto e ficou no banco de reservas no primeiro jogo da Final do Campeonato, contra o Madureira EC. Durante o segundo tempo daquele jogo, enquanto ainda estava 0 a 0, o titular Lúcio Flávio sofreu uma grave lesão no joelho e fora substituído por Joílson. O meio-campista entrou e ajudou na vitória do clube da Estrela Solitária por 2 a 0.
Ainda em 2006, depois do Campeonato Carioca Joílson voltou a flertar com a reserva do time. Mas, com a contusão do lateral-direito Ruy, Joílson passou a ser improvisado na lateral e foi titular quando Ruy não podia jogar. Na temporada seguinte, passou a ser titular e destaque do alvinegro na nova posição. No time montado por Cuca, Joílson passou a desempenhar a função de falso lateral, alternando sua posição entre a lateral e o meio-de-campo. Desta forma, foi campeão da Taça Rio de 2007.
No jogo da reinauguração do Estádio Nilton Santos, contra o River Plate, válido pelas oitavas-de-final da Copa Sul-Americana 2007, Joílson fez o gol da vitória do Botafogo por 1 a 0, através de um chute de fora da área, encobrindo o goleiro Carrizo, sendo este o primeiro gol do estádio, sob a administração do Botafogo.
Nesse ano, o jogador recebeu o troféu de prata do Prêmio Craque do Brasileirão, por ter sido escolhido o segundo melhor lateral-direito do Campeonato Brasileiro. Porém, seu contrato com o Botafogo, clube pelo qual fez 101 partidas, encerrava-se ao final de 2007 e, logo, Joílson foi seduzido por uma proposta do São Paulo, com quem assinou um novo compromisso de dois anos que se iniciará em 2008.
No dia 1 de maio de 2009, rescindiu seu contrato com o São Paulo. Em 3 de maio, do mesmo ano, Joílson foi anunciado como contratação do Grêmio, de Porto Alegre. Fez sua estréia no dia 16 de maio de 2009 contra o Atlético-MG no estádio Mineirão, valido pela 2ª rodada do Campeonato Brasileiro 2009. O Grêmio acabou perdendo por 2 a 1.
Após ser dado como dispensável, no final de 2009, Joílson foi reincorporado ao grupo, em janeiro de 2010.
No dia 13 de junho de 2010, Joílson é emprestado ao Atlético-PR  pronto para assinar com o Atlético Paranaense, os exames médicos detectam uma lesão no tornozelo e que levaria algum tempo para a recuperação, fazendo com que o Atlético cancele o empréstimo do jogador, pois a equipe queria o jogador já na inter temporada, e consequentemente voltando ao Grêmio. Mas seu destino era mesmo o Atlético-PR. Depois de voltar ao Grêmio, o clube paranaense resolve contratá-lo novamente. Prestes a assinar contrato com o clube paranaense, seu empresário resolve dificultar a transação e o Atlético-PR desiste novamente de contratá-lo, assim sendo, o jogador volta ao Grêmio, tendo sido dispensado no final do seu contrato, em  dezembro de 2010.
Em janeiro de 2011, acertou sua ida por empréstimo para o Boavista-RJ, do Rio de Janeiro, para a disputa do Campeonato Carioca. Com o fim do estadual, foi contratado pelo Figueirense para a disputa do Brasileirão. No entanto, em julho do mesmo ano foi vendido ao Atlético-GO. Após ao rebaixamento do Atlético-GO para Série B, Joílson foi dispensado do clube. Em 2013, o jogador defendeu o Tombense que disputava o Campeonato Mineiro de 2013.
Acertou, por empréstimo, com o Fortaleza.
Em dezembro de 2013, voltou novamente ao Tombense, após seu empréstimo.

## Títulos
Botafogo
- Campeonato Carioca de Futebol: 2006
- Copa Internacional de Futebol Legends: 2019

São Paulo
- Campeonato Brasileiro: 2008

Grêmio
- Campeonato Gaúcho: 2010

Tombense
- Campeonato Brasileiro - Série D: 2014